# 伊杜吉县

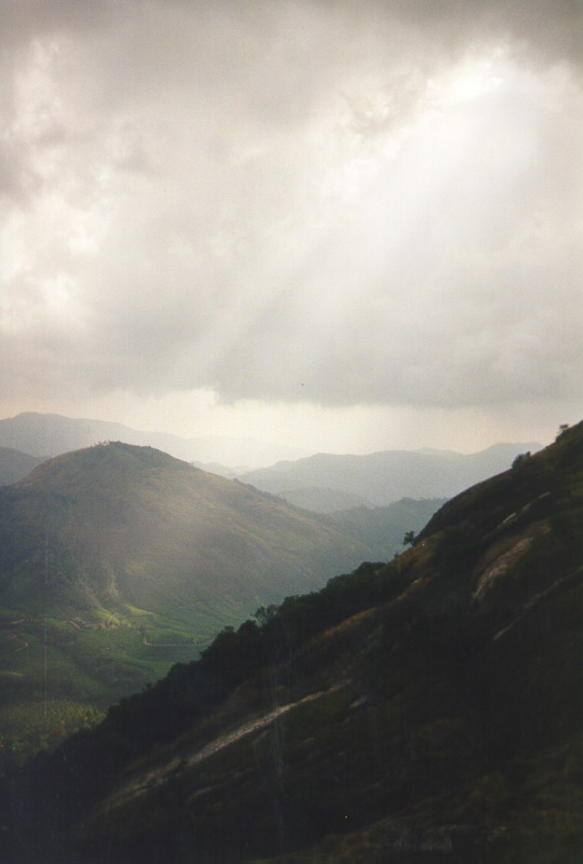

伊杜吉縣（Idukki district）是印度喀拉拉邦的一個縣，位於該國西南部，面積5,105平方公里，海拔高度1,200米，2011年人口1,129,221，人口密度每平方公里221人。

## 外部連結
- Official Idukki District website
- Human Development Index (HDI) and Gender Development Index (GDI)